# Heuchera minutiflora
Heuchera minutiflora är en stenbräckeväxtart som beskrevs av William Botting Hemsley. Heuchera minutiflora ingår i släktet alunrötter, och familjen stenbräckeväxter. Inga underarter finns listade i Catalogue of Life.